# Radfahrzeug

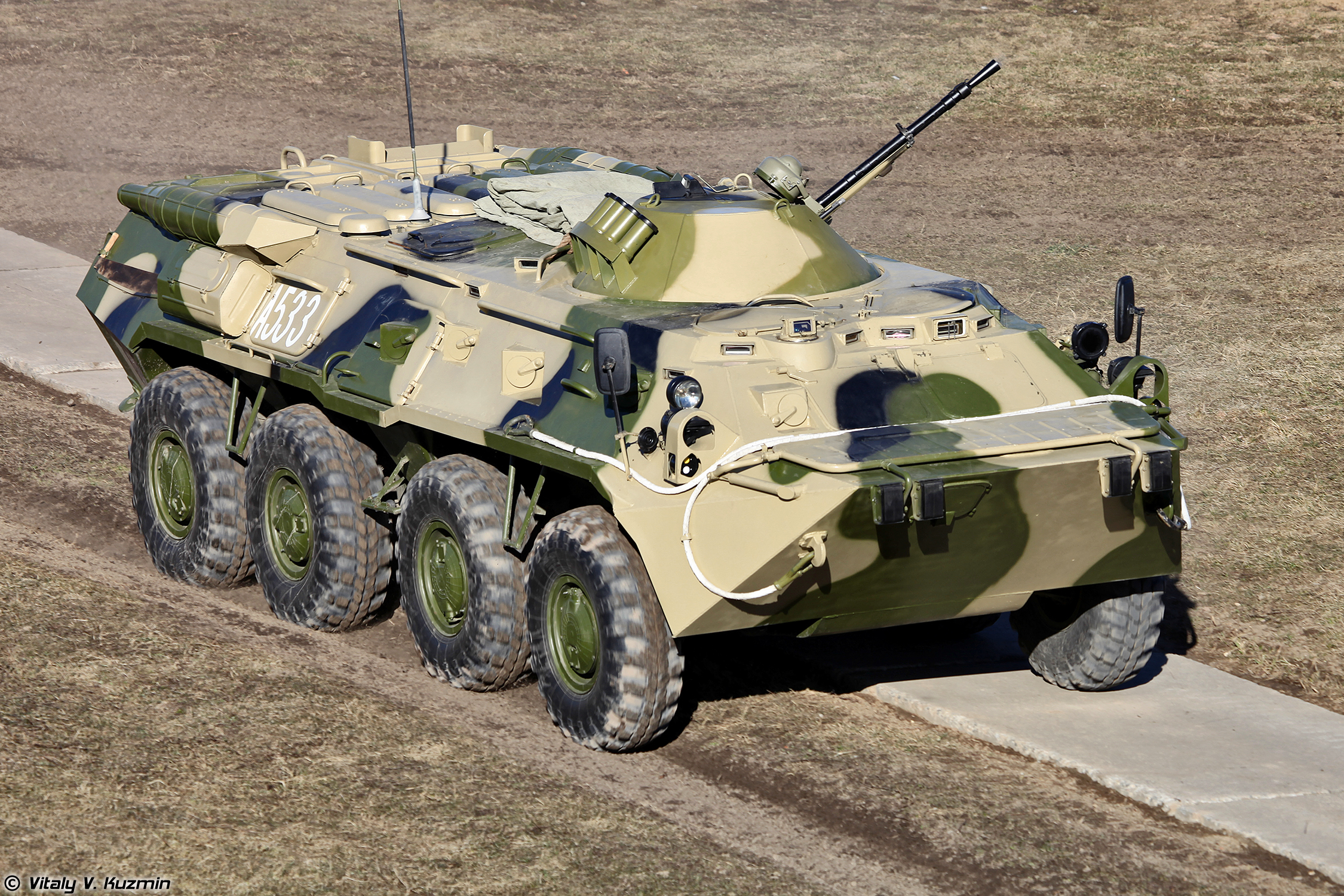
BTR-80, ein militärisches Radfahrzeug

Ein Radfahrzeug ist ein Landfahrzeug, das sich auf Rädern mit unmittelbarem Kontakt zum Untergrund bewegt – im Gegensatz vor allem zum Kettenfahrzeug und zum Schienenfahrzeug. Speziell im militärischen Bereich wird der Begriff Radfahrzeug für motorisierte Fahrzeuge auf Rädern verwendet, zur Unterscheidung von Kettenfahrzeugen und Halbkettenfahrzeugen.
Das Radfahrzeug ist seit der Antike bekannt und nach dem Kufenfahrzeug bzw. Schlitten wohl die älteste Form eines Landfahrzeuges.